# Ligne de Tuomioja à Raahe
La ligne de Tuomioja à Raahe (finnois : Tuomioja–Raahe-rata) dite aussi ligne de Raahe (finnois : Raahen rata), est une ligne de chemin de fer, du réseau de chemin de fer finlandais qui relie Tuomioja à Raahe .